# Renata Kaznowska
Renata Marta Kaznowska (ur. 20 września 1970 w Czchowie) – polska urzędniczka samorządowa, od 2016 zastępczyni Prezydenta m.st. Warszawy.

## Życiorys
Jest absolwentką administracji na Uniwersytecie Warszawskim oraz podyplomowego Studium Unii Europejskiej przy Szkole Głównej Handlowej, podyplomowego Studium Funduszy Strukturalnych UE na Wydziale Prawa Uniwersytetu Kardynała Stefana Wyszyńskiego oraz Executive Master of Business Administration (EMBA) na Wyższej Szkole Menedżerskiej.
Od 1994 pracuje w administracji samorządowej m.st. Warszawy. Od 2003 do 2015 była dyrektorką Zarządu Terenów Publicznych, zarządzając 300 ha przestrzeni publicznej Śródmieścia (parki, place, skwery, drogi, obszar wpisany na listę światowego dziedzictwa UNESCO). Była m.in. odpowiedzialna za rewitalizację Ogrodu Krasińskich, która z uwagi na wycięcie bez konsultacji z mieszkańcami kilkuset drzew wzbudziła protesty. 
W latach 2015–2016 prezeska Zarządu Pałacu Kultury i Nauki sp. z o.o. Od 20 września 2016 do 22 listopada 2018 zastępczyni Prezydent Warszawy Hanny Gronkiewicz-Waltz. Nadzorowała instytucje odpowiedzialne za drogownictwo i transport: Zarząd Transportu Miejskiego, Metro Warszawskie, Tramwaje Warszawskie, Szybka Kolej Miejska, Miejskie Zakłady Autobusowe, a także Miejskie Przedsiębiorstwo Wodociągów i Kanalizacji oraz Biuro Sportu i Rekreacji. 23 listopada 2018 została powołana na zastępczynię prezydenta m.st. Warszawy przez Rafała Trzaskowskiego. Prowadzi zadania z zakresu edukacji i polityki lokalowej, nadzoruje Stołecznego Konserwatora Zabytków i Biura Sportu i Rekreacji. Po zdymisjonowaniu Pawła Rabieja z funkcji wiceprezydenta Warszawy przejęła jego obowiązki, w tym odpowiedzialność za obszar zdrowia. W 2023 weszła w skład rady nadzorczej spółki Metro Warszawskie. Zasiadała również w radzie nadzorczej Miejskiego Przedsiębiorstwa Realizacji Inwestycji.
Jest członkinią Platformy Obywatelskiej.

## Życie prywatne
Mężatka, ma syna Szymona.

## Odznaczenia i wyróżnienia
- Brązowy Krzyż Zasługi Prezydenta RP za zasługi w działalności na rzecz społeczności lokalnej (2011)[8]
- Nagroda Jean-Paul L'Alliera kapituły UNESCO za wykonanie iluminacji murów obronnych Starego Miasta w Warszawie[2]
- Srebrny Medal „Zasłużony dla Wojsk Inżynieryjnych” Wojska Polskiego[2]
- Honorowa Złota Odznaka Towarzystwa Przyjaciół Warszawy za pracę społeczną i zasługi dla Warszawy[2]
- Odznaczenie okolicznościowe z okazji 80. rocznicy Powstania Warszawskiego nadany przez Związek Powstańców Warszawskich (2024)[9].